# Superpopulação

Gráfico da população humana de 10 000 a.C. ao ano 2000 mostra o crescimento populacional sem precedentes que ocorreu após a Revolução Industrial

Considera-se que há uma superpopulação ou sobrepopulação de determinada espécie quando o número de indivíduos da população aumenta de maneira a causar um desequilíbrio no ecossistema, podendo prejudicar, inclusive, a sobrevivência de outras espécies.
Normalmente, em um ambiente equilibrado, o crescimento de uma espécie tende a ser controlado pela existência de outras, que irão disputar alimento e espaço físico (competição interespecífica); e no caso de superpopulação pela competição, também ocorre entre seres da mesma espécie (competição intraespecífica). Neste último caso, os indivíduos poderão competir, inclusive, por parceiros para reprodução. No entanto, com a crescente interferência dos seres humanos sobre o meio, podem ocorrer mudanças rápidas, prejudicando as relações que mantêm esse equilíbrio, seja por limitação do espaço físico disponível, redução de alimentos ou eliminação de predadores naturais.

## Efeitos da superpopulação e mecanismos de reequilíbrio
O desequilíbrio em um ambiente pode ser compensado por reações biológicas automáticas que recuperam o equilíbrio. O processo se chama Homeostase.
Se houver redução na disponibilidade de alimento em uma população animal, os indivíduos praticam canibalismo. Os animais se tornam canibais em circunstâncias de carestia extrema, quando há falta total de alimentos e a impossibilidade de se dispersarem para outras regiões ou territórios do ambiente onde poderiam encontrar outras presas. O canibalismo surge também em circunstâncias comuns observadas na zootecnia, como, por exemplo, nas criações de peixes (piscicultura), criações de rãs (ranicultura), criações de aves (avicultura), criações de serpentes (serpentários), entre outras. Quando esses animais aprisionados ficam sem alimentos, podem devorar uns aos outros para evitar a morte.
Por outro lado, uma espécie de ser vivo que fique sem predador algum e tendo alimento em abundância e espaço para se dispersar, transforma-se numa praga biológica. Nessas condições, ocorre um desequilíbrio populacional; e sua população aumenta exageradamente, tornando-se uma superpopulação. A quantidade excessiva de indivíduos dessa espécie afeta também as outras espécies da comunidade naquele ambiente.[carece de fontes?]

## Experiências com superpopulações
As experiências do etólogo John B. Calhoun sobre densidade populacional e a sua influência no comportamento de ratos ajudaram a cunhar o termo "behavioral sink". Segundo o autor, quando confrontados com condições de superpopulação, os ratos tendiam a exibir padrões comportamentais aberrantes, descritos da seguinte maneira:
| “ | Muitas [fêmeas] não eram capazes de levar a gravidez a termo ou de sobreviver ao parto das suas ninhadas quando conseguiam. Um número ainda maior, depois de um parto bem-sucedido, não conseguia cumprir as suas funções maternais. Entre os machos as perturbações de comportamento variavam entre o desvio sexual e o canibalismo e de hiperactividade frenética a uma retirada patológica da qual os indivíduos saíam para comer, beber ou deambular apenas quando os outros membros da comunidade estivessem a dormir. A organização social dos animais apresentada uma disrupção igual. […] A fonte comum destas perturbações tornou-se mais dramaticamente aparente nas populações da nossa primeira série de três experiências, na qual observámos o desenvolvimento do que poderíamos chamar um behavioral sink. Os animais agrupavam-se em maior número num dos quatro lotes interligados nos quais a colónia era mantida. Até cerca de 60 dos 80 ratos de cada população experimental reuniam-se num lote durante períodos de alimentação. A nível individual os ratos comiam muito raramente excepto na companhia de outros ratos. Como resultado da extrema densidade populacional desenvolvida no lote adoptado para alimentação, os outros eram deixados com populações escassas. […] Nas experiências nas quais se desenvolvia um behavioral sink, a mortalidade infantil era tão alta como 96 porcento entre os grupos mais desorientados na população. | ” |